# Курочкин, Валерий Алексеевич
Валерий Алексеевич Курочкин (род. 27 июня 1958 года, Егорьевский район (Алтайский край), Алтайский край, РСФСР, СССР) — российский дизайнер, член-корреспондент РАХ (2023).

## Биография
Родился 27 июня 1958 года в селе Лебяжье Егорьевского района Алтайского края, живёт и работает в Екатеринбурге.
В 1980 году — окончил Свердловский архитектурный институт по специальности «Промышленное искусство», художник-конструктор.
С 1984 по 1987 годы — учился в очной аспирантуре Московского высшего художественно-промышленного училища (бывшее — Строгановское).
С 1999 года — член Союза дизайнеров России.
В 2007 году — защитил кандидатскую диссертацию искусствоведения.
С 2007 года по настоящее время — заведующий кафедры индустриального дизайна Уральского государственного архитектурно художественного университета имени Н. С. Алферова.
С 2011 года — профессор ВАК.
В 2023 году — избран членом-корреспондентом Российской академии художеств.

## Творческая и научная деятельность
Автор 75 публикаций из них 14 опубликовано в журналах ВАК, 3 — в зарубежных журналах, 3 — монографии, 1 —методическое пособие, 22 патента на промышленные образцы, 4 патента на изобретение, 1 патент на полезную модель и 6 свидетельств на базы данных.
Автор множества крупных реализованных творческих работ: фирменные стили, альбомы городов Урала, интерьеры общественных учреждений, музеев, офисов, магазинов, ресторанов и квартир.

## Награды
- Почётная грамота Министерства образования Российской Федерации (2002)
- Гран-при «Золотая Виктория» на конкурсе лучших дизайн-проектов года в России (2008)
- Серебряная медаль Российской академии художеств (2011)
- Почетный знак «За заслуги в развитии дизайна» (2013)
- Диплом Союза Дизайнеров России за большой вклад в развитие дизайна в Уральском регионе (2017)
- Гран-При лауреата руководителю проекта Renault Design Academy «Будущая автономная мобильность для России» на XX Всероссийском фестивале архитектуры, дизайна и искусств. Тюмень (2018)
- Гран-при на ХI интернет-конкурсе в рамках XXI Всероссийского фестиваля архитектуры, дизайна, искусств. Тюмень (2019)